# Hrustanec morskega psa
Hrustanec morskega psa se uporablja kot alternativna zdravilska metoda za zdravljenje raka in nekaterih drugih bolezni. Ideja izvira iz napačne domneve, da morski psi ne zbolijo za rakom, ki jo je predstavil dr. William Lane v knjigi Sharks Don't Get Cancer (Morski psi ne zbolijo za rakom) leta 1992. 
Izdelki iz hrustanca morskega psa so na voljo kot prehranska dopolnila, običajno v obliki praška ali kapsul, katerih učinkovitost in varnost nista dokazana.
Nekatere laboratorijske raziskave na živalih so pokazale, da imajo določene komponente hrustanca morskega psa sposobnost upočasnjevanja rasti novih krvnih žil (inhibirajo angiogenezo), vendar ti učinki še niso bili dokazani na ljudeh. Do danes je bilo objavljenih le malo kliničnih študij, ki pa niso pokazale nobenega učinka na zmanjšanje tumorjev pri bolnikih. Novejše raziskave, v katerih želijo dokazati učinkovitost hrustanca oz. posameznih izoliranih proteinov, so še v teku.
Izdelki iz hrustanca morskega psa so poznani pod različnimi imeni: Carticin, Cartilade, BeneFin, Neovastat (AE-941), ...
Skelet morskega psa je skoraj v celoti sestavljen iz hrustanca namesto kosti, zato predstavljajo te živali znaten vir hrustanca. Pridobivajo ga iz glave in plavuti morskega psa. Glavne sestavine hrustanca so glikoproteini, mukopolisaharidi in kalcijeve soli. V hrustančnem tkivu ni krvnih žil. To je vodilo do domneve, da celice hrustanca (hondrociti) vsebujejo snovi, ki zavirajo angiogenezo, kar pa se izkorišča pri zdravljenju raka.

## Zgodovina
John Prudden, kirurg iz New Yorka, je v zgodnjih petdesetih letih prejšnjega stoletja začel raziskovati možnosti uporabe hrustanca. Za pomoč pri celjenju kirurških ran, in kasneje tudi za zdravljenje raka, je uporabljal uprašen goveji hrustanec. Poročal je, da je kar pri polovici svojih pacientov opazil znatno zmanjšanje tumorja. Vendar rezultati niso bili ponovljivi v novejših raziskavah. Od tedaj so znanstveniki proučevali mnogo različnih vrst hrustancev (ovčji, svinjski, goveji, piščančji, hrustanec morskega psa).
Po letu 1992, ko je dr. William Lane objavil knjigo Sharks Don't Get Cancer, je postal hrustanec morskega psa kot prehransko dopolnilo priljubljena metoda zdravljenja v alternativni medicini. Zmotno so domnevali, da morski psi ne zbolijo za rakom, zato so predvidevali, da so v njihovem telesu snovi, ki preprečujejo razvoj te bolezni.
Zanimanje za tako zdravljenje se je leta 1993 še povečalo, ko so v televizijski oddaji 60 Minutes predvajali prispevek, v katerem je bila predstavljena raziskava na Kubi, kjer naj bi bolniki z napredujočim rakom izkazali znatno izboljšanje po zdravljenju s hrustancem morskega psa. Raziskava ni bila objavljena v nobeni znanstveni publikaciji in rezultate je kasneje National Cancer Institute – NCI (ameriški inštitut za zdravljenje raka) proglasil za nepopolne in neprepričljive.
Danes raziskave temeljijo na izolaciji beljakovin iz hrustanca morskega psa, ki bi učinkovito inhibirali angiogenezo. Snovi, ki zavirajo razrast novih krvnih žil, obetajo namreč nove možnosti za zdravljenje raka.

## Uporaba
Hrustanec morskega psa se že več kot 30 let uporablja za zdravljenje številnih bolezni, kot so osteoporoza, artritis, luskavica, nevrovaskularni glavkom, diabetična retinopatija, Kaposijev sarkom in druge bolezni, povezane z angiogenezo. Najbolj razširjena pa je uporaba pri zdravljenju raka.
Odsotnost krvnih žil v hrustancu je vodila do domneve, da celice hrustanca proizvajajo snovi, ki inhibirajo angiogenezo. Tumorje obdaja bogat žilni preplet, ki jim omogoča rast, saj dobijo iz krvi večino kisika in hranil. Z zaviranjem nastajanja novih krvnih žil lahko zato preprečimo rast tumorjev in nastanek zasevkov, kar se izkorišča pri zdravljenju raka.
V raziskavah so ugotovili, da vsebuje hrustanec morskega psa tudi snovi, ki imajo protivnetno in imunostimulativno delovanje ter pospešujejo celjenje ran.

## Aplikacija in odmerjanje
Hrustanec morskega psa se običajno aplicira peroralno v obliki praška, kapsul, tablet ali tekočine. Nekaterim ljudem predstavlja težavo neprijeten vonj in okus po ribah.
V kliničnih raziskavah so poleg peroralne preizkušali tudi topično in subkutano aplikacijo ter uporabo kot klistir.
Odmerjanje in trajanje terapije se med pripravki bistveno razlikuje. Po navadi so priporočeni veliki odmerki (40–90 g na dan). Sestava končnih izdelkov se, odvisno od proizvajalca, razlikuje v vsebnosti veziv, polnil in samega hrustanca, saj pri prehranskih dopolnilih ni predpisanega enotnega načina proizvodnje.
Nekateri znanstveniki menijo, da je učinek na tumor možno doseči le z intravensko aplikacijo, saj se beljakovine po peroralni aplikaciji zaradi svoje velikosti slabo absorbirajo in razpadejo, še preden dosežejo tumor v telesu. Absorpcijo pa lahko izboljšamo z uporabo tekočega ekstrakta hrustanca morskega psa.

## Raziskave

### Laboratorijske raziskave
Znanstveniki na Inštitutu za biokemijo in biofiziko v Teheranu so iz hrustanca morskega psa izolirali beljakovino velikosti 13,7 kDa, ki so jo poimenovali SCP1. In vitro so na aorti podgane dokazali, da beljakovina inhibira angiogenezo.
V drugi raziskavi so izolirali frakcijo beljakovin z molekulsko maso 14,7 kDa in 16 kDa. Delovanje so preizkušali in vitro na podganji aorti ter in vivo na membrani zarodka piščanca (chorioallantoic membrane – CAM). Beljakovinska frakcija je uspešno delovala na zmanjšanje nastanka kapilar tako in vitro kot in vivo. Zaradi zahtevnih postopkov ločitve teh dveh beljakovin ostaja neznano, ali je za aktivnost zaslužna ena izmed obeh beljakovin ali obe.
Kitajski raziskovalci so proučevali polipeptid, izoliran iz hrustanca modrega morskega psa z molekulsko maso 15,5 kDa, ki so ga poimenovali PG155. Rezultati in vivo študije na zarodku ribe navadna cebrica (Danio rerio) so pokazali znatno zmanjšanje nastajanja krvnih žil, kar dokazuje antiangiogenetsko aktivnost polipeptida.
V številnih raziskavah so iz hrustanca morskega psa izolirali še mnoge druge beljakovine, ki prav tako inhibirajo angiogenezo, odkrili pa so tudi, da hrustanec vsebuje fibrinolitične encime, kar predstavlja nove možnosti za zdravljenje žilnih bolezni.

### Klinične študije

#### BeneFin
Klinično študijo na 83 bolnikih z neozdravljivim rakom na dojki in debelem črevesu so raziskovalci izvedli z namenom, da ugotovijo, če terapija s hrustancem morskega psa (BeneFin) poleg obstoječega zdravljenja pripomore k povečanju preživetja pacientov. Poleg tega so ugotavljali tudi toksičnost in toleranco pripravka ter kakovost življenja pri zdravljenju s hrustancem morskega psa. Po desetih mesecih ni bilo pomembnih razlik med preživetjem bolnikov, ki so prejemali BeneFin, in med tistimi, ki so prejemali placebo. Prav tako ni bilo opazno izboljšanje kakovosti življenja pri pacientih, ki so se zdravili s hrustancem morskega psa, v primerjavi s tistimi, ki so prejemali placebo. V raziskavi niso uspeli dokazati učinkovitosti izdelka BeneFin pri zdravljenju pacientov z napredujočim rakom.

#### Neovastat (AE-941)
Neovastat (AE-941), ki ga je razvilo kanadsko podjetje AEterna Zentaris, je bil prvi pripravek iz hrustanca morskega psa, ki so ga razvijali popolnoma enako kot ostala zdravila; dokazovali so mu varnost, učinkovitost in kakovost. Ostali pripravki, ki so danes dostopni na tržišču, spadajo med prehranska dopolnila, kar pomeni, da nimajo dokazane varnosti, učinkovitosti in kakovosti.
Raziskave na miših so pokazale, da peroralno apliciran Neovastat znatno zmanjša velikost tumorja in pomembno vpliva na zmanjšanje števila razsevkov v pljučih. Toksikološke študije na opicah in podganah pa so pokazale, da Neovastat ne izkazuje toksičnih učinkov niti pri stalnih visokih odmerkih zdravila. To je pomenilo, da je zdravilo dovolj varno za pričetek kliničnih študij.
Do danes so končane vse štiri klinične študije, ki so jih opravili z zdravilom Neovastat. Dokazali so, da dovolj visoki odmerki (nad 180 ml na dan za 70 kg težko osebo) podaljšajo življenjsko dobo pacientov z razširjenim rakom na pljučih za približno mesec in pol (iz 4,6 meseca na 6,1 mesec) v primerjavi s pacienti, ki so prejemali nižje odmerke zdravila. Neposrednega vpliva na tumor niso opazili.
Raziskovali so tudi terapevtski vpliv Neovastata na paciente z luskavico. Dokazali so, da dovolj visoki dnevni odmerki (nad 60 ml na dan, vsaj dvanajst tednov) ugodno vplivajo na obolele predele kože.
Leta 2002 je ameriški vladni Urad za zdravila in prehrano (Food and Drug Administration - FDA) zdravilu Neovastat dodelil status zdravila sirote za zdravljenje svetloceličnega karcinoma ali hipernefroma, najpogostejše oblike raka ledvic. Status zdravila sirote dodeli FDA (ZDA) oziroma EMEA (Evropa) izdelkom, ki so namenjeni zdravljenju redkih bolezni (manj kot 200.000 bolnikov – podatek za ZDA).

## Stranski učinki in kontraindikacije
Hrustanec morskega psa ni toksičen, kljub temu pa so v klinični študiji dokumentirali pojav diareje, dispneje, levkopenije, nevtropenije, slabosti, utrujenosti in bolečine v kosteh.
Vpliva lahko na ledvično funkcijo, zato je kontraindiciran pri ledvičnih okvarah. Prav tako odsvetujejo uporabo pri ljudeh z nizkim številom levkocitov, nosečnicah in otrocih. Povzroča lahko preobčutljivostne reakcije, zato se ga morajo izogibati ljudje z alergijami na morsko hrano. Pri velikih odmerkih lahko zaradi visoke vsebnosti kalcijevih soli povzroči hiperkalciemijo. Interakcije z drugimi zdravili niso znane.
Pacienti se ne smejo zanašati le na zdravljenje s hrustancem morskega psa in odlašati ali zavračati standardne terapije pri zdravljenju raka, saj lahko to povzroči resne zdravstvene težave. Hrustanec se priporoča le kot dopolnilo k običajni terapiji raka s citostatiki.

## Stroški zdravljenja
Sto kapsul, ki vsebujejo hrustanec morskega psa, stane približno 44 ameriških dolarjev. Pri standardem odmerjanju kapsul znašajo stroški enomesečnega zdravljenja okoli 700 ameriških dolarjev.

## Kritike
Ideja za protitumorno delovanje hrustanca morskega psa je izvirala iz domneve, da te živali ne zbolijo za rakom. Trditev so ovrgli raziskovalci, ki so proučevali pojav tumorjev v razredu hrustančnic (morski psi, skati), katerih skelet sestavlja predvsem hrustanec. Med njimi so odkrili 42 vrst benignih in malignih tumorjev. Dokazali so, da temelji knjiga Sharks Don't Get Cancer, katere avtor je dr. William Lane, na napačni domnevi. Kasneje se je izkazalo, da BeneFin, izdelek iz hrustanca morskega psa, ki ga je promoviral William Lane, proizvaja podjetje Lane Labs, ki je bilo v lasti njegovega sina. Leta 1999 je FDA izdala prepoved za promet tega izdelka na podlagi nezakonitega oglaševanja produkta kot zdravila za terapijo raka.
Klinične študije izdelka BeneFin niso pokazale nobenega učinka na zmanjšanje tumorjev pri bolnikih z napredujočim rakom.
Laboratorijske raziskave, v katerih so dokazali antiangiogenetsko aktivnost določenih proteinov iz hrustanca, so izvajali le z izoliranimi proteini, ne pa z neobdelanim hrustancem morskega psa, ki je na voljo kot prehransko dopolnilo.
Nasprotniki zdravljenja s hrustancem morskega psa opozarjajo na ogrožanje in nevarnost izumrtja določenih vrst, saj naj bi se populacija morskih psov močno zmanjšala zaradi uporabe hrustanca v prehranskih dopolnilih. Prav tako naj bi napačne domneve zaslepile ljudi in jih tako odvračale od učinkovitega standardnega zdravljenja raka.

## Trenutno stanje in obeti za prihodnost
Izdelki s hrustancem morskega psa imajo v ZDA status prehranskega dopolnila. Na trgu je na voljo več kot štirideset različnih izdelkov. V ZDA se prehranska dopolnila obravnava kot živila in ne zdravila, zato odobritev FDA za promet ni potrebna, razen če je na izdelku naveden specifičen zdravilni učinek oz. indikacija.
Proizvajalcem ni potrebno dokazovati protitumornega ali kateregakoli učinka, zato je terapevtska učinkovitost izdelkov vprašljiva. Prav tako ni predpisanega načina proizvodnje, zato se vsebnost hrustanca in drugih snovi v končnih izdelkih močno razlikuje.
Kljub številnim študijam učinkovitost in varnost hrustanca morskega psa na ljudeh še nista bili dokazani. Raziskave še potekajo in morda se nam v prihodnosti obeta, da bo ta metoda zdravljenja postala učinkovita alternativa agresivnemu zdravljenju tumorjev s citostatiki.